# 吳晟 (弘治進士)
吳晟（1450年—？），字克明，江西廣信府弋陽縣人，民籍，明朝政治人物。

## 生平
江西鄉試第三十八名舉人。弘治三年（1490年）中式庚戌科會試第一百七十七名，二甲第六十五名進士，歷任戶部郎中；弘治十六年，担任泉州府知府，为官廉洁清正。调四川保宁府知府，正德七年（1512年）六月升四川右參政，十二年正月考察以年老致仕。

## 家族
曾祖吳豹文；祖父吳添祥，義民；父吳弘敬，母丘氏。严侍下。